# Poliomopsis
Poliomopsis är ett släkte av svampar. Poliomopsis ingår i familjen Uropyxidaceae, ordningen Pucciniales, klassen Pucciniomycetes, divisionen basidiesvampar och riket svampar.
|             | Prospodium                                 |
|             |                                            |
|             | Sorataea                                   |
|             |                                            |
|             | Tranzschelia                               |
|             |                                            |
|             | Dasyspora                                  |
|             |                                            |
|             | Uropyxis                                   |
|             |                                            |
|             | Ochropsora                                 |
|             |                                            |
|             | Porotenus                                  |
|             |                                            |
|             | Kimuromyces                                |
|             |                                            |
|             | Mimema                                     |
|             |                                            |
|             | Phragmopyxis                               |
|             |                                            |
|             | Dipyxis                                    |
|             |                                            |
|             | Didymopsorella                             |
|             |                                            |
|             | Leucotelium                                |
|             |                                            |
| Poliomopsis | \| \| Poliomopsis thermopsidis \| \| \| \| |
|             | \| \| Poliomopsis thermopsidis \| \| \| \| |
|             | Macruropyxis                               |
|             |                                            |
|             | Poliomopsis thermopsidis                   |
|             |                                            |

|  | Poliomopsis thermopsidis |
|  |                          |